# 纬线
纬线和經線一樣是人類為度量方便而假設出來的輔助線，定義為地球表面某点随地球自转所形成的轨迹。任何一根纬线都是圆形而且两两平行。纬线的长度是赤道的周长乘以纬线的纬度的余弦，所以赤道最长，離赤道越远的纬线，周长越短，到了两极就缩为0。纬度表示南北方向的位置。

## 重要的纬线
- 北极圈（66° 33' 35.325" N）(以2014年夏至為準)
- 北回归线（23° 26' 14.675" N）(以2014年夏至為準)
- 赤道（緯度0°）
- 南回归线（23° 26' 14.441" S）(以2014年冬至為準)
- 南极圈（66° 33' 35.559" S）(以2014年冬至為準)

## 緯線長度
緯線長度與緯度的餘弦值成正比，故60°緯線的長度為赤道的一半，約為2萬公里。

## 各纬度条目
- 北极点
- 北纬89度线
- 北纬88度线
- 北纬87度线
- 北纬86度线
- 北纬85度线
- 北纬84度线
- 北纬83度线
- 北纬82度线
- 北纬81度线
- 北纬80度线
- 北纬79度线
- 北纬78度线
- 北纬77度线
- 北纬76度线
- 北纬75度线
- 北纬74度线
- 北纬73度线
- 北纬72度线
- 北纬71度线
- 北纬70度线
- 北纬69度线
- 北纬68度线
- 北纬67度线
- 北纬66度线
- 北纬65度线
- 北纬64度线
- 北纬63度线
- 北纬62度线
- 北纬61度线
- 北纬60度线
- 北纬59度线
- 北纬58度线
- 北纬57度线
- 北纬56度线
- 北纬55度线
- 北纬54度线
- 北纬53度线
- 北纬52度线
- 北纬51度线
- 北纬50度线
- 北纬49度线
- 北纬48度线
- 北纬47度线
- 北纬46度线
- 北纬45度线
- 北纬44度线
- 北纬43度线
- 北纬42度线
- 北纬41度线
- 北纬40度线
- 北纬39度线
- 北纬38度线
- 北纬37度线
- 北纬36度线
- 北纬35度线
- 北纬34度线
- 北纬33度线
- 北纬32度线
- 北纬31度线
- 北纬30度线
- 北纬29度线
- 北纬28度线
- 北纬27度线
- 北纬26度线
- 北纬25度线
- 北纬24度线
- 北纬23度线
- 北纬22度线
- 北纬21度线
- 北纬20度线
- 北纬19度线
- 北纬18度线
- 北纬17度线
- 北纬16度线
- 北纬15度线
- 北纬14度线
- 北纬13度线
- 北纬12度线
- 北纬11度线
- 北纬10度线
- 北纬9度线
- 北纬8度线
- 北纬7度线
- 北纬6度线
- 北纬5度线
- 北纬4度线
- 北纬3度线
- 北纬2度线
- 北纬1度线
- 赤道
- 南纬1度线
- 南纬2度线
- 南纬3度线
- 南纬4度线
- 南纬5度线
- 南纬6度线
- 南纬7度线
- 南纬8度线
- 南纬9度线
- 南纬10度线
- 南纬11度线
- 南纬12度线
- 南纬13度线
- 南纬14度线
- 南纬15度线
- 南纬16度线
- 南纬17度线
- 南纬18度线
- 南纬19度线
- 南纬20度线
- 南纬21度线
- 南纬22度线
- 南纬23度线
- 南纬24度线
- 南纬25度线
- 南纬26度线
- 南纬27度线
- 南纬28度线
- 南纬29度线
- 南纬30度线
- 南纬31度线
- 南纬32度线
- 南纬33度线
- 南纬34度线
- 南纬35度线
- 南纬36度线
- 南纬37度线
- 南纬38度线
- 南纬39度线
- 南纬40度线
- 南纬41度线
- 南纬42度线
- 南纬43度线
- 南纬44度线
- 南纬45度线
- 南纬46度线
- 南纬47度线
- 南纬48度线
- 南纬49度线
- 南纬50度线
- 南纬51度线
- 南纬52度线
- 南纬53度线
- 南纬54度线
- 南纬55度线
- 南纬56度线
- 南纬57度线
- 南纬58度线
- 南纬59度线
- 南纬60度线
- 南纬61度线
- 南纬62度线
- 南纬63度线
- 南纬64度线
- 南纬65度线
- 南纬66度线
- 南纬67度线
- 南纬68度线
- 南纬69度线
- 南纬70度线
- 南纬71度线
- 南纬72度线
- 南纬73度线
- 南纬74度线
- 南纬75度线
- 南纬76度线
- 南纬77度线
- 南纬78度线
- 南纬79度线
- 南纬80度线
- 南纬81度线
- 南纬82度线
- 南纬83度线
- 南纬84度线
- 南纬85度线
- 南纬86度线
- 南纬87度线
- 南纬88度线
- 南纬89度线
- 南极点